# حظ بالصدفة (فلم هندي)
حظ بالصدفة (بالإنجليزية: Luck by Chance) هو فيلم دراما هندي أُنتج عام 2009، من تأليف وإخراج زويا أختار. وشارك في إنتاجه ريتيش سيدواني. وقام بالأدوار الرئيسية المنتجون فرحان أخطر، وكونكانا سين شارما. كما شارك في الأدوار الثانوية كل من ريشي كابور، وديمبل كاباديا، وجوهي تشاولا، وهريتيك روشان، وإشا شارفاني، وسانجاي كابور.
يدور الفيلم حول رحلة ممثل يصل إلى مدينة مومباي ليصبح نجماً سينمائياً. وهو يُنفق ثروته كي يحقق هذا الحلم، في حين أنه يُكافح من أجل الحفاظ على علاقاته. وأُصدر الفيلم في الثلاثين من شهر يناير عام 2009. ولم يحقق الفيلم النجاح المتوقع في شِبَّاك التذاكر، على الرغم من حصوله على نقد إيجابي.

## القصة
يصل الممثل الشاب فيكرام جايسينج فرحان أختار إلى مومباي ليصبح نجماً من نجوم بوليوود بمساعدة أصدقائه الممثلين أبهيمانيو (أرجون ماثور) وسمير الذي يعمل في استوديو للملحقات المسرحية.
ويتعرف فيكرام على جارة أبهي، الممثلة الشابة سونا ميشرا (كوكونا سين شارما). وتنشأ بينهما علاقة عاطفية. وتُعتبر سونا عشيقة المنتج الصغير ساتيش شودري (على خان) الذي وعدها منذ ثلاث سنوات بأن يمنحها دوراً رئيسياً في مشروع أحلامه. وهي في الوقت نفسه تعمل في الأفلام الإقليمية والأدوار الهامشية.
ويعرض الفيلم ما يحدث وراء بريق سينيما بوليوود، وذلك من خلال التفاعلات التي تنشأ بين المنتج رومي رولي (ريشي كابور)، والمخرجة الشابة الجديدة نيكي واليا (إشا شارفاني)، ابنة الممثلة الشهيرة نينا واليا (ديمبل كاباديا).
ويصطحب سمير فيكرام إلى حفلة، ويُظهر فيكرام فيها إعجابه بنينا ويمدح سحرها وجمالها بغض النظر عن سنها.
ويَعتذر ظفر خان (هريتيك روشان) عن أحد الأفلام التي يُنتجها رومي رولي (ريشي كابور). كما تم تأجيل الرعاية المشتركة للفيلم. ولكن نينا تساعد رومي من خلال تقديمه لصديقها القديم الذي وافق على رعاية الفيلم على أن تكون نينا هي المسئولة عن الفيلم. كما يُقرر أيضاً تمويل فيلم أخو زوجته ساتيش شودري (على خان). ويُقرر رومي البحث عن وجه جديد، حيث يرفض الممثلون الحاليون التوقيع على فيلمه.
وتكتشف سونا أن ساتيش قد أمن تمويل مشروعه الجديد، وتوقعت أن يمنحها دور البطلة الثانية. ولكنه يرفض قائلاً أنهم في حاجة إلى وجه جديد. وهي لم تعد وجهاً جديداً نظراً لأنها تظهر في العديد من الأفلام الإقليمية وغيرها من الأدوار الصغيرة. ولكنها قالت له أن بإمكانها أن تقوم بالدور بشكل جيد، ولكنه يجيب بأن ذلك لم يعد المعيار الرئيسي في سينيما بوليوود هذه الأيام. وتبكي سونا عندما تدخل زوجة ساتيش، وتسألها عن سبب بكائها. وتجيب سونا كاذبةً أن هناك بعض المشاكل العائلية، وذلك لإنقاذ نفسها وساتيش من الموقف. ثم تعطي سونا صوراً لفيكرام إلى ساتيش وزوجته ورومي ثم تخرج.
يتم ترشيح فيكرام. وتشاهده نينا أثناء الاختبار، وتحاول أن تتذكر أين رأته من قبل. ويعلم فيكرام أن الاختبار كان لدور البطولة في الفيلم، وأن نينا تشاهده. ومن ثم يذهب ليشاهد جميع الأدوار التي قامت بها نينا في السينيما. وعندما يلتقى بها مرة أخرى، تُعجب به بسبب سحره ومعرفته بأفلامها. ويشعر الرجل الآخر الذي تم ترشيحه للدور نفسه بغرور فيركام. وأخيراً، يتم اختيار فيركام من قبل نينا، ورانجيت (مخرج الفيلم سانجاي كابور) وزوجة رومي (جوهي تشاولا)، في حين يريد رومي اختيار الرجل الآخر، ولكنه يقتنع بأن لفيكرام سحره الخاص الذي سيصل إلى الجمهور.
وبعد اختياره، يزداد فيكرام في مكره واستغلاله. وتحبه نيكي، ومن ثم تتسلل إلى غرفته عندما تكون والدتها نائمة في محاولة لإغوائه. ويستسلم فيكرام لها، وتنشأ علاقة بينهما. وتقوي تلك العلاقة عندما تضطرت نينا أن تغادر المكان لبضعة أيام. وبعد عودتها، تُدرك على الفور أن ثمة علاقة بينهما. ثم تنصحهم بأنه لا يجب أن تعرف الصحافة أو الجمهور بهذا الأمر لمصلحتهما. وفي الوقت نفسه، تصل سونا إلى الفندق الذي يقيم فيه فريق العمل لتفاجيء فيكرام. وتدعو صديقتها لتخبرها بوصولها، ولكن صديقتها تحذرها من وجود قصة حب بين فيكرام ونيكي. ولكنها لا تستمع لتحذير صديقتها. وتكتشف الحقيقة عندما تلتقي بفركام، الذي يعاملها ببرود غير متوقع. ومن ثم تترك الفندق وهي مذهولة.
وفي الوقت نفسه، تنتشر أخبار تلك العلاقة في مدينة مومباي. ويستعد صديق سونا الصحفي لكتابة مقالة عن هذا الموضوع، حيث يصف فيها فيكرام كمستغل يصعد سلم النجومية من خلال التلاعب بنينا وابنتها نيكي. ويذكر المقال أيضاً تفاصيل عن مكافحته من أجل الحصول على دور في السينيما، بالإضافة إلى دور سونا في حياته كصديقته المنسية. وتصرخ نينا في وجه رئيس تحرير المجلة، وتطلب من نيكي أن تبقي بعيداً عن فيكرام. ثم ينشب سوء خلاف بين فيكرام ونيكي، ويُعرب فيكرام أيضاً عن غضبه تجاه سونا، حيث أنه يعتقد بأنها المسؤولة عن نشر هذه المقالة.
وفي النهاية، يخرج الفيلم إلى النور ويُحقق نجاحاً كبيراً. ويصعد فيكرام سلم النجومية على حساب أصدقائه. وفي إحدى الحفلات، يلتقي فيكرام بمثله الأعلى شاه رخ خان الذي ينصحه بعدم الوقوع فريسة لمغريات النجومية، وأن يكون دائماً قريب من الناس الذين وقفوا بجانبه قبل أن يصبح نجماً. ويُحاول فيركام العودة إلى سونا، ولكنها تقول له أنه يُريد أن يبقى معها فقط لأنه يشعر بالذنب. وبالتالي، ترفض العودة له وتنسحب من حياته. وتبدأ سونا في الحصول على أدوار جيدة على شاشات التلفزيون، وتُجري مقابلات صحفية. وينتهي الفيلم عندما تكشف سونا للمراسل أنها سعيدة، حيث تعيش حياة مستقلة كممثلة ناجحة إلى حدٍ كبير، بدلاً من أن تشعر بالضيق والانزعاج لأنها لم تحصل على أدوار بطولة.

## طاقم العمل
- فرحان أختار... فيكرام جايسينج
- كونكونا سين شارما سونام ميشرا
- ريشي كابور... رومي رولي
- جوهي تشاولا... منتي رولي
- هريتيك روشان... ظفر خان
- سانجاي كابور... رانجيت رولي
- ديمبل كاباديا نينا واليا
- إشا شارفاني... نيكي واليا
- على خان... ساتيش شودري
- بومان إيراني... عملاق الشحن
- انوراج كاشياب
- سوراب شوكلا

### ظهور خاص
نجوم تظهر بشخصيتها الحقيقية (بالترتيب الأبجدي):
- جون أبراهام
- جافيد أختار
- شبانة عزمي
- ابهيشيك باتشان
- راجكومار هيراني
- كاران جوهر
- عامر خان
- شاروخ خان
- أكشاي خانا
- كارينا كابور
- رانبير كابور
- مانيش مالهوترا
- ديا ميرزا
- راني مكرجي
- فيفيك أوبيروي
- رونيت روي

## الإنتاج

### التطور
صرحت زويا أختار في مقابلة بأنها كتبت المسودة الأولى للفيلم منذ سبع سنوات عندما كانت على شاطئ بالوليم في غوا. وقالت في المقابلة:
لقد كتبتها بيدي وكانت مُضحكة جداً. ووجدتها طويلة جداً عندما قمت بكتابتها على جهاز الكومبيوتر الخاص بي. ويُعتبر أول فيلم تكتبه هو أسهل أفلامك، لأنه عادةً ما يُعبر عن ما يعلمه الشخص من مشاعر وأفكار. ولا يدور فيلم الحظ بالصدفة حول الممثلين المشهورين، ولكن عن أولئك الذين دائماً ينتظرون أن يحدث شيء، ولا يفعلون شيئاً لتحقيق أحلامهم. ويُعد فرحان مهاجر جديد للبلدة، حيث أنه لم يتعرف بعد على ثقافتها وتقاليدها، بينما حصلت كونكانا على بعض الأدوار وتبحث عن تقدم أكبر.
وشمل فريق الإنتاج مجموعة من الأسماء مثل مادهوري ديكسيت، وسيف على خان، وكاجول، وكاريسما كابور، وتابو. ووجدت زويا أنه من السهل كتابة السيناريو دون إجراء أي أبحاث، لأنها عاصرت العديد من الممثليين الذين كافحوا للوصول إلى مومباي لكسب العيش من سينيما بوليوود. وقد ألهمتها العديد من الأفلام الهندية مثل جودي، ورانجيلا، وأوم شانتي أوم.
وكتب جافيد أختار الحوار للفيلم، مستخدماً روح الدعابة التي يتميز بها. وكان على فرحان أن يتدرب للحصول على قوام ممشوق من أجل الفيلم. وقد قام شيتا ياجنش بتدريبه، وهو الذي ظهر في الفيلم كمدرب فرحان.
وقد تعرض التصوير للكثير من المشاكل، بما في ذلك أمطار مومباي التي لم يتوقعها أحد. فقد أوقفت تصوير أغنية لهريتيك روشان. حيث أغرقت الأمطار مقر التصوير بأكمله، وبدأت المياه تتسرب داخل الخيمة بأكملها. وخافت زويا من أن يؤدي ذلك إلى حدوث تماس كهربائي، ومن ثم كان يجب غلق جميع الأضواء.
ووفقاً لفرحان، تم الانتهاء من التصوير الفوتوغرافي الرئيسي في شهر أكتوبر.

### الممثلين
أدلت زويا أختار الدور الرئيسي إلى شقيقها فرحان، بعد أن رشحه لها المخرج ريما كاجتي. وقد اقتنعت به بعد أن شاهدت أداء فرحان في فيلم فقير في مدينة البندقية. وقالت في مقابلة: «يُعتبر فرحان الخيار الأمثل للدور في فيلم حظ بالصدفة لأنه يعرف هذه الصنعة جيداً. كما أنه يتمتع بالذكاء. ولقد عملنا سوياً لسنوات عديدة». [بحاجة لمصدر] ونشبت مشاكل عديدة بين طاقم العمل. وأضافت زويا: «كان عليَّ أن أفكر جيداً عند اختيار الممثلين الذين سيشاركون في الفيلم. وكان من الصعب إتخاذ القرار، خاصةً في اختيار الممثلين الذين سيظهرون بشخصيتهم الحقيقية. وهناك ممثلون آخرون قاموا بدورهم جيداً مثل بومان إيراني، وسوراب شوكلا». هذا بالإضافة إلى والديها، جافيد أختار وشبانة عزمي جنباً إلى جنب مع النجوم المخضرمين مثل ريشي كابور ودمبل كاباديا. وصرحت زويا: «كان يمكننا إعطاء دور المغنية لشبانة عزمي، ولكني كنت في حاجة إلى بطلة رئيسية. وبالتالي، لا يمكن أن يقوم بالدور إلا بطلة كبيرة. وقد لعبت ديمبل الدور بانفعال. حيث أنها تبدو دافئة ورقيقة وناعمة، ثم يظهر الوجه الآخر حيث تُصبح خشنة وباردة». وشاركت إشا شارفاني مع هريتيك روشان مرة أخرى بعد ظهورهما معاً في أحد الإعلانات. وانضم جوهي تشاولا إلى الفريق في دور منتي، زوجة المنتج رومي رولي.

### الترويج والدعاية
قرر المنتجون القيام بحملة دعائية غامضة للفيلم، مما يسمح للمُشاهد استكشاف الفيلم بنفسه. وصدر الإعلان الرئيسي للفيلم في الأسبوع الأخير من شهر ديسمبر. حيث يَعرِض الإعلان الشخصيات الرئيسية، ويُحدد الموضوع الذي يدور حوله الفيلم. وحصلت الشركة على حق القيام بالحملة الدعائية للفيلم. وكانت أول وسيلة للدعاية هي ألبوم الموسيقى لكل من فرحان أخطر وكونكونا سين شارما. وتم الترويج للفيلم في جميع أنحاء البلاد في 112 متجر و10 مدن في البلاد. وكذلك امتدت الدعاية إلى الجماهير الدولية من خلال موقع الفيلم على الإنترنت. وشملت الأنشطة الدعائية التي سبقت إصدار الفيلم التسويق عبر الإنترنت، والدعاية لموسيقى الفيلم، والإعلانات، والتحميل من على الإنترنت، وعروض معاينات الفيلم؛ بالإضافة إلى غيرها من الأنشطة الترويجية التي جاءت بعد عرض الفيلم مثل عمل مقابلات مع نجوم الفيلم في مدن محددة. وأطلق المنتجان فرحان أخطر وريتيش سيدواني حملة ترويجية فريدة من نوعها يعنوان «سيارات بالصدفة». حيث قدموا 10 سيارات لنقل الناس من ضواحي مومباي إلى الوجهة التي يختارونها في الضواحي الأخرى عن طريق الصدفة بدون أجر. وتمت الدعاية بمساعدة المحطة الإذاعية بيج إف إم راديو وغودريج. حيث يتم إجراء مقابلة مع أحد الركاب ليحكي على الهواء تجربته مع الرحلة المجانية التي حصل عليها بالصدفة. أضافت بوابة الألعاب الهندية على الإنترنت Zapak.com صفحة صغيرة للفيلم مع لعبة بعنوان «الحظ بالصدفة -- استراحة بالصدفة».

## الإصدار
كان من المفترض إصدار الفيلم في الثالث والعشرين من شهر يناير عام 2009، مع فيلم راز—ويستمر الغموض، ولكن تم تأجيله إلى الثلاثين من شهر يناير. وعُرض الفيلم في 900 دار عرض في 27 بلدة في جميع أنحاء العالم. حيث عُرض الفيلم في أكثر من 700 دار عرض في الهند، والباقي في الأسواق الخارجية مثل الولايات المتحدة، وكندا، والمملكة المتحدة، والإمارات العربية المتحدة، وأستراليا، وجنوب أفريقيا، ونيوزيلندا.

## الاستقبال

### الاستقبال النقدي
لقي الفيلم استحسان كبير من النقاد، وكتب أنوباما كوبرا من تلفزيون إن دي تي في: «سَخِرَت زويا من بوليوود بشكل مثير للإعجاب. بالإضافة إلى وجود بعض اللحظات الجميلة القليلة مثل اللحظة التي كانت تحاول فيها ابنة النجمة الشهيرة في زيها القصير المصنوع من الجلد لمس أقدام المنتج. ولكن ما يجعل فيلم حظ بالصدفة مثيراً هو السطور الخفية وراء السخرية. ويعد النصف الأول من الفيلم غير واضح إلى حدٍ ما، حيث كان النص يبحث عن ذروة للأحداث، ولكن تتدفق الأحداث بشكل أفضل في النصف الثاني من الفيلم وينتهي نهاية مرضية». وذكر أحد النقاد في مجلة الإمارات اليومية قائلاً: «يُعتبر السيناريو أحد الأسباب الرئيسية وراء نجاح فيلم الحظ بالصدفة. [...] وهذا بالإضافة إلى الشخصيات، والمشاهد الفردية، والطريقة التي وضعتهم بها زويا في تسلسل. إن فيلم حظ بالصدفة هو أحد النصوص الأكثر تماسكاً هذه الأيام في أنحاء المحيط الأطلسي. وإذا كان عمل زويا رائعاً، فيستحق إعدادها للمادة المكتوبة التقدير». وكتبت صحيفة تايمز الهندية: «يُسلط فيلم حظ بالصدفة الضوء على أن صناعة السينما تهتم بأي شيء ماعدا القصة، وذلك من خلال نسج قصة رائعة وتوظيف هذا التناقض». كما ذكر نويون جيوتي باراسارا من شركة إيه أو إل بعض السلبيات قائلاً: «يمنحك فيلم حظ بالصدفة بعض الابتسامات طوال عرض الفيلم. ولكن يفشل محتوى الفيلم في ترك ابتسامة داخلك كما تفعل الأفلام الجيدة التي تهدف إلى ذلك أولاً».
منح خمسة نقاد الفيلم تقديراً إيجابياً بنسبة 60 في المئة، وذلك على موقع روتن توماتوز على الإنترنت. وذكر نيل جنزلنجر من صحيفة نيويورك تايمز: "يبدو أن بوليوود لا تستطيع السخرية من نفسها -- إن هذا النوع من الأفلام يعد على القمة بالفعل -- ولكن زويا أختار أدارت تلك الخدعة ببراعة شديدة في فيلمها حظ بالصدفة. [...] ومنعت الموسيقى الرائعة حدوث أي وقفات. بينما يعتبر المشهد الذي يشرح فيه المعلم لماذا يجب على النجوم الهنود أن يكونوا أكثر موهبةً من نجوم هوليوود هزلياً". [...] ويعتبر أداء السيد أختار الجذاب هو أساس ذلك الفيلم. حيث تمكن من أن يظل متعاطفاً حتى في لحظات الرومانسية المدمرة". ووصف فرانك لوفيك من مجلة الأفلام الدولية الفيلم بأنه "يدمج بين فيلم اللاعب وفيلم كل شيء عن إيف في هذا الهجاء الكوميدي الذي يسخر من صناعة السينما في بوليوود من خلال مخرج جديد يحاول التعبير عن هذه الحقيقة المرة عن طريق توظيف أكثر من اثني عشرة نجماً هندياً". في حين يرى كايل سميث من صحيفة نيويورك بوست أن الفيلم "لطيف وخفيف الظل" و"يفتقر تماماً لروح السخرية تقريباً، وكراهية الذات، والملل الذي يُميز أفلام هوليوود". 

### أداء الفيلم في شباك التذاكر
حقق الفيلم بداية ضعيفة في شباك التذاكر، حيث سجل حضور بنسبة 25٪ إلى 30٪., ووفقاً للمحلل التجاري والناقد جوجيندر توتيجا، انخفضت نسبة الحضور بدور العرض إلى 50 في المئة. ولم يحقق الفيلم النجاح المتوقع خارج الهند أيضاً. ومع ذلك، نال الفيلم استحسان نقدي كبير، وحقق نجاحاً كبيراً بعد أن تم مناقشته من قبل وسائل الإعلام، كما حصل على مرتبة متوسطة من حيث عدد النقاط.
وفي الولايات المتحدة، عُرض الفيلم لأول مرة في 32 دار عرض. وحقق الفيلم في أسبوع الافتتاح 217,439 دولار أمريكي (حوالي 1.06 روبية) في 61 دار عرض، أي 3,556 دولار أمريكي في كل دار. وفي المملكة المتحدة، حقق فيلم حظ بالصدفة إيرادات بـ73,822 جنيه إسترليني (حوالي 50.95 روبية) في 50 دار عرض، أي 1,476 جنيه إسترليني تقريباً في كل دار. ولم يُحقق الفيلم نجاحاً كبيراً في أستراليا، كما أنه فشل فشلاً كبيراً في الهند محققاً 3,914,500 دولار أمريكي فقط في شباك التذاكر الهندي. بينما حقق الفيلم إجمالي 4,504,365 دولار أمريكي في أنحاء العالم.

## الموسيقى
صدرت موسيقى فيلم حظ بالصدفة في 30 ديسمبر 2008. وانتشرت مبكراً عن طريق موقع آي تيونز في 23 ديسمبر 2008. وقام شانكار-إحسان-لوي بتلحين الألبوم، وكتب جاويد أختر الكلمات. ولم يغني فرحان أختار أغنية الفيلم كما كان متوقعاً، وكما فعل ذلك في فيلم روك أون!.  وتم الترويج للموسيقى مع وضع الأساليب الرقمية في الاعتبار. وأصبحت موسيقي فيلم حظ بالصدفة منتشرة عن طريق الرعاة الرسميين على الإنترنت وعبر الهواتف المحمولة، والأسواق. كما قام ميديفال بوندتز بعمل بعض الريميكسات لأغاني الألبوم، والتي عُرضت كخلفية موسيقية للفيلم.
ويعتبر باور أول فيديو موسيقي للفيلم. وصدر الفيديو في الثاني عشر من شهر يناير عام 2009، وهي تعرض داخل سيرك، ويُمثل فيها هريتيك روشان وإشاء شارفاني وفريق السيرك الروسي. ثم جاء فيديو أغنية «سابون سي بار ناينا»، وهي تُصور فرحان وكوكونا وهما يواجهان التجارب والمحن خلال صناعة السينما. وكانت أغنية «يي زينداجي باهي» آخر فيديو يتم إصداره.

### الاستقبال
نالت موسيقى الفيلم استحسان كبير من النقاد. وذكرت إم إس إن الهند: "يحتوى الألبوم على مزيج قوي من الأغاني ذات الأنواع المختلفة، حيث يضم مجموعة تشبه أغاني شانكار إحسان لوي التي تَفتن الجماهير وتُعطيهم إحساس عالي بالأداء. ويتميز ألبوم حظ بالصدفة بالجودة العالية مثله مثل معظم ألبومات شانكار-إحسان-لوي. وحقق الألبوم نجاحاً كبيراً لما يتمتع به من موسيقي تصويرية رائعة، وألحان متوسطة الإيقاع، وغناء عظيم، وكلمات مفعمة بالمشاعر. حيث يُعزز شانكار-إحسان-لوي إيمان المرء بالموسيقى الجيدة. ويُثبت الملحنون أيضاً أن موسيقيين بوليوود قادرون على التجربة. ويقول موقع ريديف "أن موسيقى حظ بالصدفة تهتم بجيل ديل شانتا هاي في بوليوود -- فمن المؤكد أنها تتسم بالحضرية!  وكتبت جريدة هندوستان تايمز: «خرج شانكار-إحسان-لوي من منطقة الألحان الرومانسية الإيقاعية إلى تقديم ألحان غير تقليدية. يجب أن تسمع أغنية جوجالبندي للمطرب شانكار ماهاديفان، وراجاستان في أغنية» باور«أو الظلام، وأغنية» سابنون سي بار ناينا«ذات الوتيرة السريعة، فهي سبب كاف لشراء الألبوم». وذكر تلفزيون إن دي تي في: «يتميز ألبوم حظ بالصدفة بالجودة العالية مثله مثل معظم ألبومات شانكار-إحسان-لوي.» حيث يتمتع بموسيقي تصويرية رائعة، وألحان متوسطة الإيقاع، وغناء عظيم، وكلمات مفعمة بالمشاعر.

### الأغاني
قائمة الأغاني
| رقم الأغنية | الأغنية             | المغني                                   | زمن الأغنية | ملاحظات                                                          |
| ----------- | ------------------- | ---------------------------------------- | ----------- | ---------------------------------------------------------------- |
| 1           | يي زينداجي باهي     | لوي مندونسا، وشيكار رافجياني             | 6:39        | افتتاحية الفيلم                                                  |
| 2           | باور                | لوي مندونسا، وشانكار ماهاديفان، ورجا حسن | 5:13        | تعرض هريتيك روشان، وفرحان أختار، وإشا شارفاني، وكوكونا سين شارما |
| 3           | بيار كي داستان      | أميت بول، وماهالاشمي لايير               | 5:21        | تدور حول إشا شارفاني وفرحان أختار                                |
| 4           | ييه آج كيا هو جايا  | سونيدي شوهان                             | 3:25        | تدور حول كونكونا سين شارما                                       |
| 5-          | سابنون سي بار ناينا | شانكار ماهاديفان                         | 4:59        | تدور حول فرحان أختار                                             |
| 6           | أو راهى ري          | شانكار ماهاديفان                         | 4:27        | نهاية الفيلم مع ظهور كونكونا سين شارما                           |
| 7           | باور (ريميكس)       | لوي مندونسا، وشانكار ماهاديفان           | 4:27        | الأغنية الترويجية                                                |

## وصلات خارجية
- الموقع الرسمي لفيلم حظ بالصدفة
- مقالات تستعمل روابط فنية بلا صلة مع ويكي بيانات